# Crossotus
Crossotus is een kevergeslacht uit de familie van de boktorren (Cerambycidae). De wetenschappelijke naam van het geslacht werd voor het eerst geldig gepubliceerd in 1835 door Audinet-Serville.

## Soorten
Crossotus omvat de volgende soorten:
- Crossotus saxosicollis Fairmaire, 1893
- Crossotus albicollis Guérin-Méneville, 1844
- Crossotus albofasciculatus Breuning, 1971
- Crossotus arabicus Gahan, 1896
- Crossotus argenteus Hintz, 1912
- Crossotus barbatus Gerstaecker, 1871
- Crossotus bifasciatus Kolbe, 1900
- Crossotus brunneopictus (Fairmaire, 1891)
- Crossotus capucinus (Gerstaecker, 1884)
- Crossotus erlangeri Hintz, 1912
- Crossotus falzonii Breuning, 1943
- Crossotus freoides Breuning, 1938
- Crossotus genalis Aurivillius, 1913
- Crossotus inermis Breuning, 1935
- Crossotus kadleci Sama & Sudre, 2010
- Crossotus katbeh Sama, 1999
- Crossotus klugii Distant, 1892
- Crossotus plumicornis Audinet-Serville, 1835
- Crossotus plurifasciculatus Breuning, 1938
- Crossotus pseudostypticus Breuning, 1956
- Crossotus schoutedeni Breuning, 1935
- Crossotus stigmaticus (Fåhraeus, 1872)
- Crossotus strigifrons (Fairmaire, 1886)
- Crossotus stypticus Pascoe, 1869
- Crossotus sublineatus Gestro, 1892
- Crossotus subocellatus (Fairmaire, 1886)
- Crossotus tamer Sama & Rapuzzi, 2006
- Crossotus tubericollis (Fairmaire, 1891)
- Crossotus ugandae Breuning, 1936
- Crossotus vagepictus (Fairmaire, 1886)
- Crossotus xanthoneurus Sama, 2000
- Crossotus xiluvensis Veiga-Ferreira, 1966